# ورزشگاه اتحاد کلبا
ورزشگاه اتحاد کلبا، ورزشگاهی است که در کلبا، شارجه، امارات متحده عربی قرار دارد و ظرفیت آن ۸۵۰۰ نفر است.
1. ↑  Footballtripper.com: Ittihad Kalba Stadium